# Hjälmared (Kungsbacka)
Pour les articles homonymes, voir Hjälmared.
Hjälmared est une localité de Suède située dans la commune de Kungsbacka du comté de Halland. Elle couvre une superficie de 0,89 km2. En 2010, elle compte 360 habitants.